# Jamides carissima
Espèce
Jamides carissima est une espèce de lépidoptères (papillons) de la famille des Lycaenidae, originaire d'Océanie.

## Systématique
L'espèce Jamides carissima a été décrite par le zoologiste britannique Arthur Gardiner Butler en 1876 sous le nom initial de Lampides carissima,.

## Distribution géographique et sous-espèces
L'espèce est divisée en plusieurs sous-espèces géographiques :
- Jamides carissima carissima (Butler, [1876]) — aux Nouvelles-Hébrides[2].
- Jamides carissima susana D'Abrera, 1971 — en Nouvelle-Calédonie : à Grande Terre et aux îles Loyauté (Lifou)[2],[3].
- Jamides carissima thomasi Miller & Miller, 1993 — aux Tonga (Vavaʻu)[4].

## Protection
L'espèce n'a pas de statut de protection particulier en France,.